# HCSO
HCSO is een hockeyclub uit het dorp Stadskanaal. De club is opgericht op 18 september 1964. Het veld ligt op het Sportcomplex Het Pagedal.